# Pombas
Pombas ist eine Stadt im nordöstlichen Teil der Insel Santo Antão, Kap Verde. Sie ist der Sitz der Gemeinde Paul. Sie liegt an der Küste, an der Mündung des Ribeira do Paul, 7 km südöstlich von Ribeira Grande und 15 km nördlich der Inselhauptstadt Porto Novo.

## Infrastruktur
Die Nationalstraßen EN1-SA02 und EN1-SA03 verbinden Pombas mit Ribeira Grande und Porto Novo.

## Demographie
Pombas hatte beim Zensus 2010 1263 Einwohner.